# Cryptops croaticus
Cryptops croaticus är en mångfotingart som beskrevs av Karl Wilhelm Verhoeff 1931. Cryptops croaticus ingår i släktet Cryptops och familjen Cryptopidae.

## Underarter
Arten delas in i följande underarter:
- C. c. bergomatius
- C. c. dalmatinus
- C. c. croaticus